# Liedts (tramhalte)
Liedts is een tramhalte van de Brusselse vervoersmaatschappij MIVB, gelegen in de gemeente Schaarbeek.
De halte ligt op het bekende Liedtsplein en is er dan ook naar genoemd.  Er zijn twee haltezones: de trams 55 en 56 stoppen aan de noordkant van het plein, de 25 en 94 aan de zuidkant.
Het Liedtsplein ligt in een drukke buurt, voornamelijk bevolkt door inwoners van Turkse afkomst. De bekende Brabantstraat, vaak genoemd als de 'alternatieve' winkelstraat van Brussel (vergeleken met de Nieuwstraat), ligt vlakbij.

## Plaatsen en straten in de omgeving
- Het Liedtsplein, de Brabantstraat (winkelstraat) en Aarschotstraat (bekend om de prostitutie)
- De Hogeschool Sint-Lukas Brussel

Boondaal Station · 
Brazilië · 
Marie-José · 
Solbos · 
ULB · 
Johanna · 
Buyl · 
Roffiaen · 
Etterbeek Station · 
VUB · 
Arsenaal · 
Pétillon · 
Boileau · 
Montgomery · 
Georges Henri · 
Diamant · 
Meiser · 
Vaderland · 
Weldoeners · 
Wijnheuvelen · 
Robiano · 
Lefrancq · 
Liedts · 
Thomas · 
Noordstation · 
Rogier
Legrand · 
Abdij · 
Vleurgat · 
Baljuw · 
Defacqz · 
Stefania · 
Louiza · 
Poelaert · 
Kleine Zavel · 
Koning · 
Paleizen · 
Park · 
Congres · 
Kruidtuin · 
Gillon · 
Sint-Maria · 
Lefrancq · 
Liedts · 
Thomas · 
Masui · 
Jules De Trooz · 
Over de Bruggen · 
Prinses Clementina · 
Moorslede · 
Bockstael · 
Jacob Fontaine · 
Jetse Haard · 
Kerkhof van Jette · 
Guillaume de Greef · 
Brugmann-ziekenhuis · 
Polikliniek Brugmann · 
Stiénon · 
Stadion